# Zoilo Almonte
Zoilo Manuel Almonte Vera (10 de junio de 1989) es un jardinero dominicano de béisbol profesional de los Sultanes de Monterrey de la Liga Mexicana de Beisbol. Ha jugado en las Grandes Ligas (MLB) para los New York Yankees, en Nippon Professional Baseball para los Chunichi Dragons y en la KBO para el KT Wiz.

## Carrera profesional

### New York Yankees
Almonte fue agregado a la lista de 40 hombres de los Yankees después de la temporada 2011 para protegerlo del draft de la Regla 5.
Durante la semana del 11 al 17 de junio de 2012, Almonte fue nombrado jugador de la semana de la Liga Este. Fue nombrado jugador de la semana de la Liga Internacional el 6 de mayo de 2013. Los Yankees promovieron a Almonte a las Grandes Ligas el 19 de junio de 2013. Almonte hizo su debut en las Grandes Ligas en el segundo juego de una doble cartelera contra Los Angeles Dodgers el mismo día en que fue convocado, quedando como bateador emergente en la parte inferior de la novena entrada. Consiguió su primer hit en las Grandes Ligas al día siguiente contra Kyle Farnsworth de los Tampa Bay Rays, un sencillo emergente de la bolsa de la tercera base. Conectó su primer jonrón de Grandes Ligas al día siguiente frente a Roberto Hernández de los Rays.
El 4 de junio de 2014 fue transferido de nuevo a AAA, después de haber sido llamado solo el mes anterior. El 9 de julio de 2014 Zoilo Almonte fue llamado a Grandes Ligas para reemplazar a Masahiro Tanaka quien fue colocado en la lista de lesionados de 15 días. El 13 de julio de 2014, Almonte fue enviado de regreso a AAA. El 28 de julio, Almonte fue llamado nuevamente a los Yankees reemplazando al lanzador Jeff Francis en la lista después de que Francis fue designado para asignación y liberado. Almonte fue designado para asignación el 2 de septiembre de 2014 y fue transferido a AAA Scranton el 5 de septiembre.

### Atlanta Braves
Almonte firmó un contrato por un año con los Bravos de Atlanta el 10 de noviembre de 2014. Fue eliminado de la lista el 31 de marzo de 2015, y elegido agencia libre el 9 de abril.

### Pericos de Puebla
El 1 de febrero de 2016, Almonte firmó con los Pericos de Puebla de la Liga Mexicana.

### Sultanes de Monterrey
El 12 de abril de 2016, Almonte pasó de los Pericos a los Sultanes de Monterrey.

### Chunichi Dragons
El 27 de diciembre de 2017, Almonte se dio a conocer oficialmente como jugador de Chunichi Dragons para la temporada 2018 de Nippon Professional Baseball con un incentivo de 50.000.000 de yenes, un contrato de un año o aproximadamente $ 960.000 dólares estadounidenses.
El 30 de marzo de 2018, Almonte hizo su debut en la NPB. Volvió a firmar con los Dragons para la temporada 2019 con un contrato de un año por valor de 100.000.000 yenes. En tres temporadas con el equipo, Almonte apareció en 243 juegos, bateando .316 / .375 / .484 con 31 jonrones y 131 carreras impulsadas.
El 2 de diciembre de 2020, se convirtió en agente libre.

### KT Wiz
El 23 de diciembre de 2020, Almonte firmó un contrato por un año y $ 775,000 con el KT Wiz de la KBO League.